# Erich Freund (Regisseur)
Erich Freund, im brit. Exil Erik Freund (geboren 4. April 1902 in Berlin; gestorben 12. Mai 1958 in Schöneiche bei Berlin) war ein deutscher Regisseur und Schauspieler.

## Leben
Freund durchlief nach dem Besuch des Realgymnasiums eine Schauspielausbildung und begann seine künstlerische Laufbahn 1922 als Schauspieler am Theater von Neiße. Es folgten Verpflichtungen an Bühnen in Frankfurt an der Oder, Magdeburg, Elberfeld, Wien und Berlin.
Im Jahr 1933 floh er vor den Nationalsozialisten ins Exil nach Prag, wo er ein aktives Mitglied des Kabaretts Studio 34 wurde. Im Jahr 1938 floh er nach London. Dort fand er ein Betätigungsfeld als Sprecher deutschsprachiger Programme der BBC. Auf der Kleinen Bühne der Free German League of Culture in Great Britain, die unter seiner Leitung und der von Annemarie Hase und Fritz Gottfurcht stand, inszenierte er 1940 zwei ins Deutsche übersetzte Einakter von J. M. Barrie. In der Spätphase des Zweiten Weltkriegs übernahm er als Erik Freund auch kleine Filmrollen (The First of the Few, Mr. Emmanuel, The Lisbon Story).
Seit 1946 wieder zurück in (Ost-)Deutschland, gab er im darauffolgenden Jahr an der Seite von Wolfgang Schleif bei der 1948 uraufgeführten DEFA-Produktion Grube Morgenrot sein Filmregiedebüt. Freund führte im selben Jahr beim Kurzdokumentarfilm DEFA-Bildbericht 8: 2 Volkskongreß Regie. Im Spielfilm Die Brücke war er als Schauspieler in der Rolle des Palienka zu sehen. Zudem war er bereits 1947 an der Synchronisation des sowjetischen Films Der Schwur beteiligt, an der auch Kurt Maetzig, Hans Heise und Georg Rothkegel mitarbeiteten.
Sein zweiter Spielfilm Zugverkehr unregelmäßig wurde 1952 auf der Ersten Festwoche des deutschen Films in der Sowjetunion gezeigt.

## Filmografie
- 1942: The First of the Few – Darsteller
- 1944: Mr. Emmanuel – Darsteller
- 1946: The Lisbon Story – Darsteller
- 1948: Grube Morgenrot – Regisseur
- 1948: DEFA-Bildbericht 8: 2. Volkskongreß (Kurzdokumentarfilm) – Regisseur
- 1949: Die Brücke – Darsteller
- 1951: Zugverkehr unregelmäßig – Regisseur